# Пуринское 1-е
Пуринское 1-е (Первое Пуринское) — пресноводное озеро в Красноярском крае России, находится на юго-западе Таймырского Долгано-Ненецкого района.
Расположено в западной части Северо-Сибирской низменности на северо-западе Таймырского полуострова, в левобережье среднего течения реки Пясина, северо-западнее устья реки Агапа. Приблизительно в 267 километрах к югу находится Норильск. Высота над уровнем моря — 19 м. Площадь озера — 48 км². Водосборная площадь — 183 км². Имеет лопастную форму с расширением в южной части. В центре озера находится крупный остров Сердечный. На севере протокой Пуринское 1-е озеро соединяется с Пуринским 2-м.
На западе впадает река Нянга. Сток осуществляется через Пуринское 2-е озеро и далее через реку Пура, приток Пясины. Берега низкие (кроме юго-восточного берега с обрывами высотой до 12 м), местами заболочены. Много отмелей. 
С 1998 года озеро включено в территорию Пуринского заказника.